# Stipa speciosa
Stipa speciosa és una espècie de la família de les poàcies i un dels molts noms sinònims que té és Stipa speciosa var. major (Speg.) Parodi. És una gramínia, monocotiledònia, perenne de tija cilíndrica i nuosa, sovint buida, de fulles llargues i estretes, amb un sistema radical (arrels) fasciculat (que neixen agrupats en un petit feix). Les flors estan disposades en espiguetes reunides en espigues, raïms o panícules. El fruit és sec i indehiscent, que comprèn els cereals i moltes herbes de prat.

## Descripció
És una planta perenne con forma de coirón, les canyes són fortes i les fulles són laxes no punxants amb la beina de color vi. La flor i el fruit fan una panotxa erecta i globosa. La planta a la natura té un aspecte despentinat cap als costats amb fulles no molt dures. Les fulles de color groc ataronjat i les beines de tipus violaci. El bestiar oví no l'escolliria com a farratge però si els equins i bovins.

## Distribució
Anomenat en anglés Desert needlegrass normalment creix en sòls gruixuts amb poc o cap desenvolupament de perfil, incloent els ventalls al·luvials, turons rocosos secs, talussos i en canons. Pot tolerar ambients de baixa precipitació i en general passa en àrees que reben de 6 a 20 polzades (15 a 50 cm) de precipitació anuals. Normalment creix en climes mediterranis que tenen hiverns suaus i estius càlids. Es troba en molts estats de l'oest, incloent Nou Mèxic, Colorado, Arizona, Utah, Nevada, Califòrnia i Oregon. Molt comuna a la Patagonia i s'estén cap a Mendoza. Sol habitar en sòls sorrencs. Distribuïda per la Província fitogeográfica altoandina representada a la serralada dels Andes a l'oest d'Amèrica del Sud que inclou estepes graminoides d'arbusts baixos i herbàcies. En concret es defineix dins del districte fitogeogràfic Altoandino Cuyano.

## Taxonomia
Stipa speciosa va ser descrita per Trinius, Carl Bernhard von i Ruprecht, Franz Josef (Ivanovich) i publicada a  Species Graminum Stipaceorum 45. 1842. (Sp. Gram. Stipac.)

### Etimologia
- Stipa: nom genèric que deriva del grec stupe = (estopa), o de stuppeion = (fibra) en referència a les aristes plumoses de les espècies euroasiàtiques, o més probablement, a la fibra vegetal obtinguda de les pastures d'espart.
- speciosa: epítet llatí que significa cridaner.[5]

## Vocabulari
- coirón: planta xeròfila que arriba fins als 50 cm d'alçada, de fulles dures i punxants, de color verd-groc. Es fa servir per a fer sostres de cases i constitueix un important recurs com a farratge.
- fasciculat: que neixen agrupats en un petit feix.